# Wilhelminisme

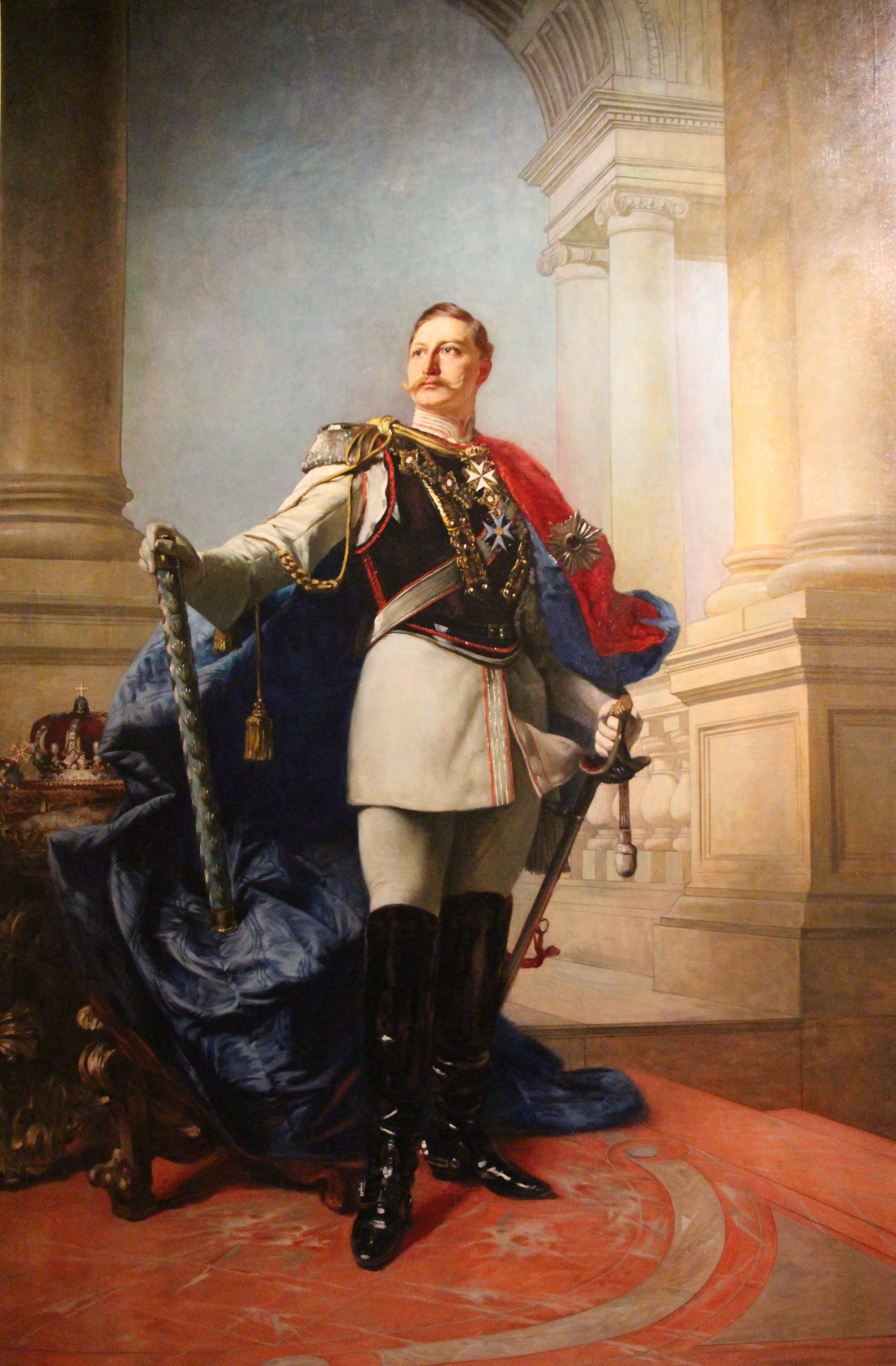
Guillaume II dans la pose de Louis XIV, tableau de Max Koner (1854–1900) pour l'ambassade d'Allemagne à l’hôtel Beauharnais, Paris.

Le terme wilhelminisme désigne une conception de société liée au règne de l'empereur Guillaume II (en allemand : Wilhelm II) sur le Reich allemand, conception qui serait le fruit de sa réflexion, il se rapporte bien plus à l'habitus de l'empereur et de l'image qu'il renvoie. La période wilhelmienne ferme l'époque de l'Empire allemand, c'est-à-dire la période allant de l'unification de 1871 jusqu'à la Première Guerre mondiale. L'année 1890 marque en principe son début avec le renvoi par le jeune empereur Guillaume II d'Otto von Bismarck, ministre-président de Prusse depuis 1862, fondateur et chancelier du Reich. La fin en est l'abdication de l'empereur et la révolution allemande face à la défaite écrasante en 1918.

## Histoire
Ce decorum s'exprime à travers les parades militaires pompeuses et l'orgueil de l'empereur que l'on retrouve lorsqu'il n'était que prince sous le règne de son grand-père Guillaume Ier (1871/1888) et son chancelier Otto von Bismarck. Profondément ancré dans la pensée de la noblesse foncière (Junker) de Prusse et d’Allemagne orientale, Guillaume II combat également l'idéologie socialiste et le Parti social-démocrate. Sa politique conditionnée par ses ambitions impérialistes vise à l'établissement de l'Allemagne comme une puissance mondiale. Elle va trouver son court apogée au début de la Première Guerre mondiale après quelques acquisitions coloniales dans les mers du sud et sur le continent africain.

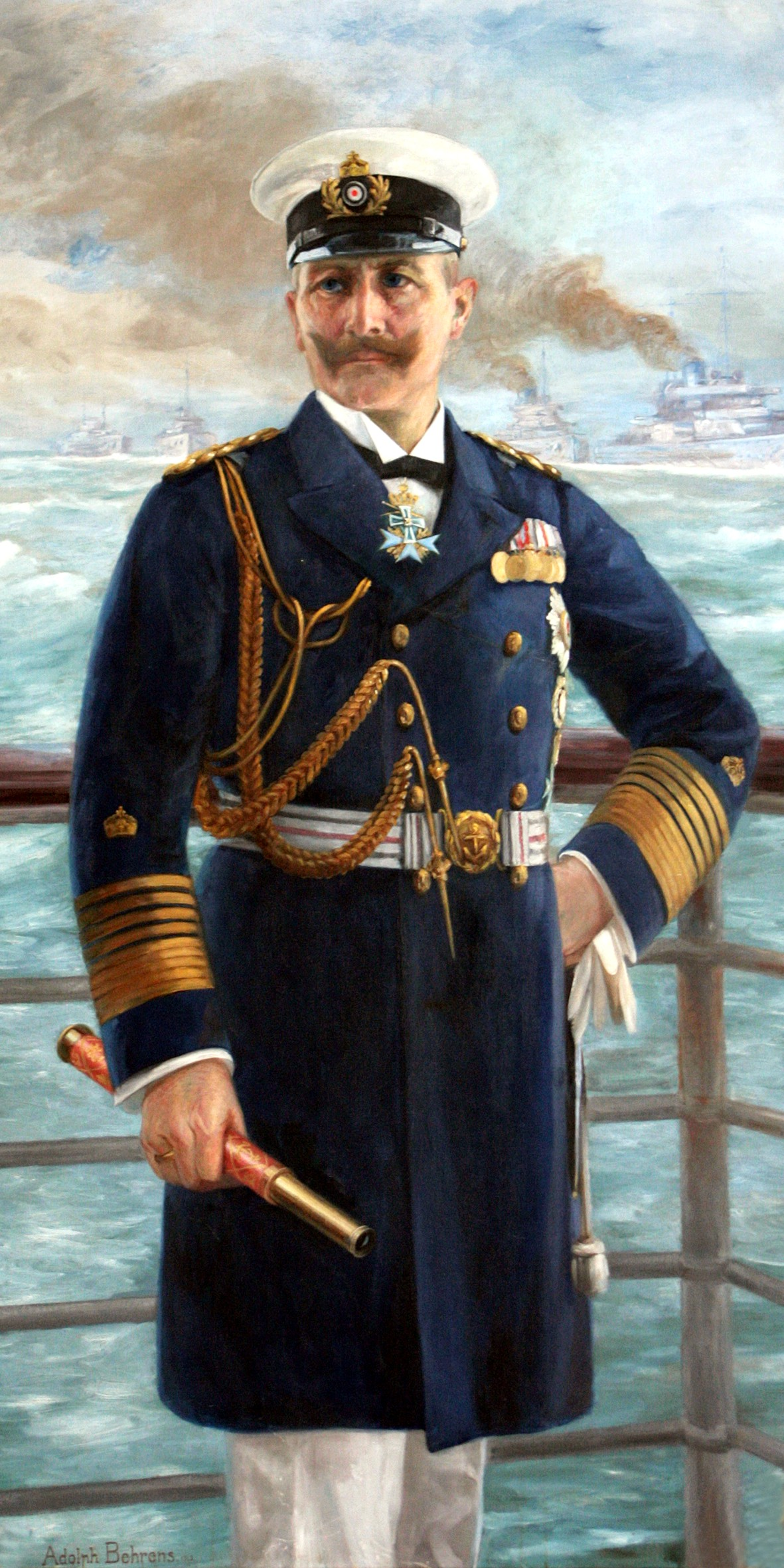
Guillaume II en tant que Großadmiral (Académie navale de Mürwik, Adolph Behrens, 1913)

Même s'il n'était pas seulement présent dans l'Empire allemand, le casque à pointe (Pickelhaube) fait figure de symbole du militarisme et des forces armées allemandes. Ainsi, dans diverses langues des signes, l'index tendu placé devant le front, figurant un casque à pointe, est le signe pour le qualificatif « allemand ». La fascination de Guillaume II pour la marine allemande et ses tentatives de l'imposer comme une puissance mondiale (face à la Royal Navy britannique) se reflètent également dans la vie quotidienne du peuple. Jusqu'au milieu du XXe siècle, des garçons sont habillés du costume de marin afin de les habituer aux valeurs de la marine.
Le concept de wilhelminisme désigne aussi le climat socio-culturel du règne de Guillaume II qui trouve son expression dans des orientations conservatrices rigides, similaire à l'époque victorienne au Royaume-Uni. Cette époque se caractérise également par une croyance extraordinaire dans le progrès qui favorise fortement la prospérité de l'Empire tout en exerçant cependant une tension constante par rapport au conservatisme ambiant. De la même manière, le concept est employé dans le domaine des arts figuratifs et de l'architecture. Le style qui le définit est un style essentiellement néo-baroque et extraordinairement figuratif devant exprimer la revendication de pouvoir du Reich allemand. La Siegesallee de Berlin surnommée l'« allée des poupées » par la population est un exemple de ce style officialisé le 18 décembre 1901 par le Rinnsteinrede (littéralement discours du caniveau) prononcé par Guillaume II lors de l'ouverture du lieu.
En art et en littérature, certains courants völkisch et nationalistes sont nés à la suite du mouvement du naturalisme. En 1914, deux mois avant le déclenchement de la Première Guerre mondiale, Heinrich Mann écrit le roman Le Sujet de l'Empereur (Der Untertan) persiflant l'époque wilhelmienne à travers une analyse concrète.